# Poder Judiciário da Alemanha
O judiciário da Alemanha é o sistema de tribunais responsável por interpretar e aplicar as leis no país.
O sistema jurídico alemão é um sistema de direito civil, baseado principalmente em um compêndio abrangente de estatutos, em contraste com os sistemas de common law. No direito penal e administrativo, a Alemanha adota um sistema inquisitório, no qual os juízes estão ativamente envolvidos na investigação dos fatos do caso. Isso difere do sistema acusatório, onde o papel do juiz é principalmente o de um árbitro imparcial entre o promotor ou autor e o réu ou advogado de defesa.
Na Alemanha, a independência do judiciário é historicamente anterior à democracia. A organização dos tribunais é tradicionalmente forte, e quase todas as ações federais e estaduais estão sujeitas à revisão judicial.
Os juízes seguem um caminho de carreira distinto. Ao final de sua formação jurídica na universidade, todos os estudantes de direito devem passar em um exame estatal antes de prosseguir para um estágio que lhes proporciona uma ampla formação na profissão jurídica ao longo de dois anos. Em seguida, devem passar em um segundo exame estatal que os qualifica para exercer a advocacia. Nesse ponto, o indivíduo pode optar por ser advogado ou ingressar no judiciário. Os candidatos à magistratura começam a trabalhar nos tribunais imediatamente, mas passam por um período probatório de até cinco anos antes de serem nomeados juízes vitalícios.
O sistema judiciário é estabelecido e regulamentado pela Parte IX da Lei Fundamental da República Federal da Alemanha. O Artigo 92 da Lei Fundamental institui os tribunais e determina que "o poder judiciário será investido nos juízes; será exercido pelo Tribunal Constitucional Federal, pelos tribunais federais previstos nesta Lei Fundamental e pelos tribunais dos Länder."

## História
A Alemanha utilizou julgamentos por júri desde a Idade Média, por exemplo, nos Landgerichte. O sistema de júri foi implementado no Império Alemão pela Schwurgericht (GVG) de 27 de janeiro de 1877, com o tribunal do júri (Schwurgericht) composto por 3 juízes e 12 jurados. Durante um estado de emergência sob o Artigo 48 (da Constituição de Weimar) e cerca de um mês antes do julgamento de Adolf Hitler, em fevereiro de 1924, pelo Putsch da Cervejaria de novembro de 1923, a Reforma Emminger (uma Notverordnung, ou decreto de emergência) foi aprovada em janeiro de 1924, abolindo os júris e substituindo-os pelo sistema misto de juízes e juízes leigos que ainda é utilizado atualmente.

## Direito
O sistema jurídico da Alemanha é um sistema de direito civil, cuja fonte máxima de direito é a Lei Fundamental de 1949 para a República Federal da Alemanha (que serve como a constituição do país), a qual estabelece o judiciário moderno. No entanto, o direito aplicado nos tribunais provém dos Códigos Alemães, tornando o direito alemão predominantemente codificado. O sistema judiciário julga (1) o direito público (öffentliches Recht), que inclui o direito administrativo (litígios entre civis e o governo ou entre órgãos governamentais) e o direito penal, e (2) o direito privado (Privatrecht). O direito alemão—especialmente o direito privado—baseia-se principalmente no direito bizantino primitivo, especificamente no Código de Justiniano, e, em menor grau, no Código Napoleônico.
O direito alemão não é impregnado de positivismo jurídico ao mesmo nível dos sistemas jurídicos napoleônicos, de modo que o judiciário alemão não é subordinado ao legislativo. A Lei Fundamental investe diretamente o poder judicial supremo no Tribunal Constitucional, bem como em outros tribunais federais e nos tribunais de cada Länder. Além disso, a jurisprudência tem maior importância do que em outros sistemas de direito civil, embora não alcance o nível dos sistemas de common law.
Diferente do sistema acusatório usado em países de common law, o sistema alemão de processo penal (e administrativo) é inquisitorial. Em vez de permitir o interrogatório direto entre a defesa e a acusação, os juízes conduzem a maior parte do julgamento. Durante o processo, as partes devem apresentar todas as suas provas aos juízes, que então chamam e interrogam as testemunhas. Somente após essa etapa, a defesa e a acusação podem questioná-las.

## Tribunais
A legislação primária sobre a organização dos tribunais é a Lei de Constituição dos Tribunais (Gerichtsverfassungsgesetz, ou GVG). Os tribunais são caracterizados por serem especializados, regionais e hierarquicamente integrados no nível federal. Existem cinco tipos básicos de tribunais, além do Tribunal Constitucional Federal e dos tribunais constitucionais dos Länder:
- Tribunais ordinários – lidam com casos criminais e a maioria dos casos civis
- Tribunais de direito administrativo
- Tribunais de direito tributário
- Tribunais de direito trabalhista
- Tribunais de direito social
- Tribunais de direito constitucional, com foco em revisão judicial e interpretação constitucional

A principal diferença entre o Tribunal Constitucional Federal e o Tribunal Federal de Justiça é que o Tribunal Constitucional Federal só pode ser acionado se houver uma questão constitucional em disputa (por exemplo, uma possível violação de direitos humanos em um julgamento penal), enquanto o Tribunal Federal de Justiça pode ser acionado em qualquer caso. Apenas o Tribunal Constitucional pode declarar uma lei do Parlamento inválida.
Os tribunais ordinários são os mais numerosos. Atualmente, existem 828 tribunais ordinários (687 locais, 116 regionais, 24 de apelação, um federal), 142 tribunais trabalhistas (122 locais, 19 de apelação, um federal), 69 tribunais administrativos (52 locais, 16 superiores, um federal), 20 tribunais tributários (19 locais, um federal), 86 tribunais sociais (69 locais, 16 de apelação, um federal) e 17 tribunais constitucionais (16 tribunais constitucionais estaduais, um Tribunal Constitucional Federal).
Mais recentemente, foram criados tribunais especializados em comércio. Em janeiro de 2018, foi estabelecida a Câmara para Disputas Comerciais Internacionais do Landgericht Frankfurt am Main. Também existe o Tribunal Comercial com sede em Estugarda e Mannheim, especializado em disputas comerciais e internacionais de grande porte.

## Análise e criticismo
A seleção de juízes leigos foi descrita como um "processo altamente político e discriminatório". Tem-se argumentado que o conhecimento pessoal, a filiação política e a ocupação desempenharam historicamente um papel importante, embora publicamente não reconhecido, no procedimento de seleção.